# لونا ۱۶
لونا ۱۶ (به انگلیسی: Luna 16) یک فضاپیمای بدون سرنشین رباتیک برنامه لونا ساخت اتحاد جماهیر شوروی سوسیالیستی بود. این فضاپیما نخستین فضاپیمای رباتیکی بود که توانست روی کره ماه فرود بیاید و یک نمونه از سطح ماه را با خود به کره زمین ببرد. این فضاپیما سومین ساختهٔ بشر پیش از آپولو ۱۱ و آپولو ۱۲ بود که خاک ماه را نمونه برداری کرد.

## نگارخانه

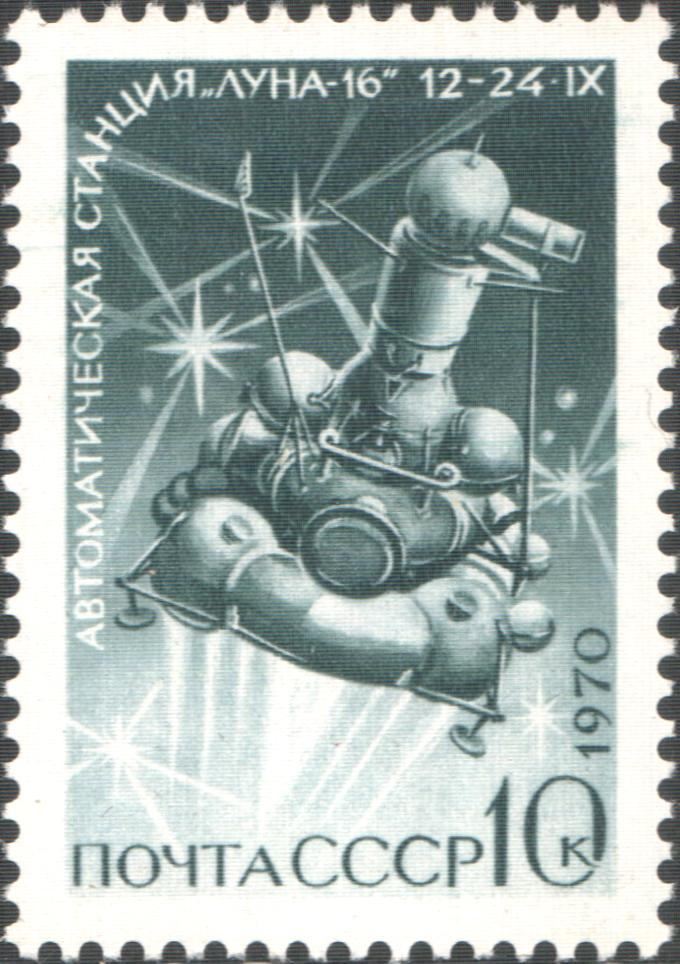
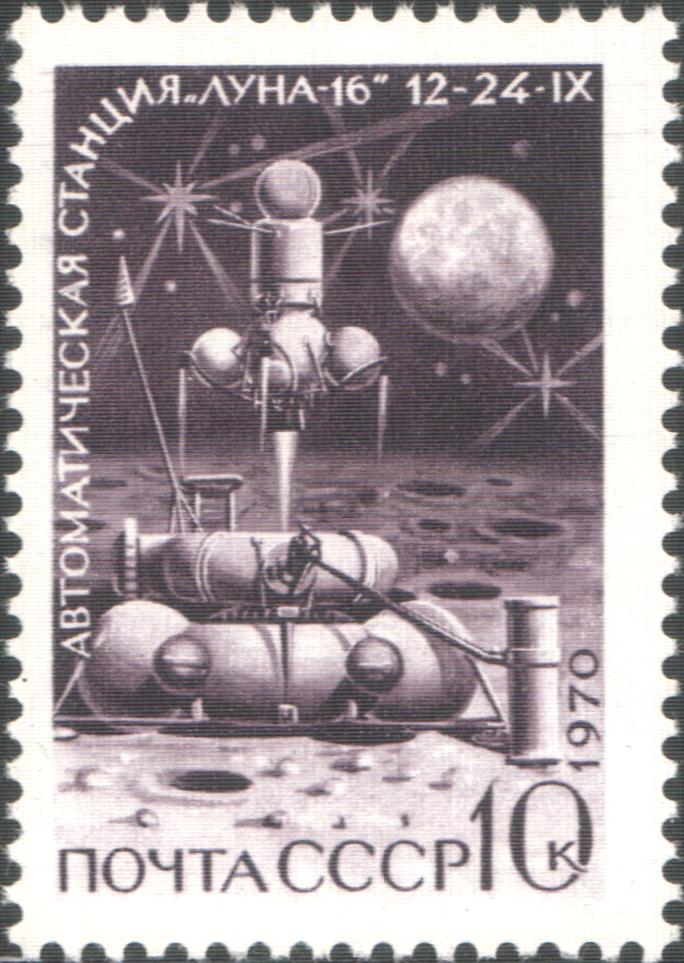
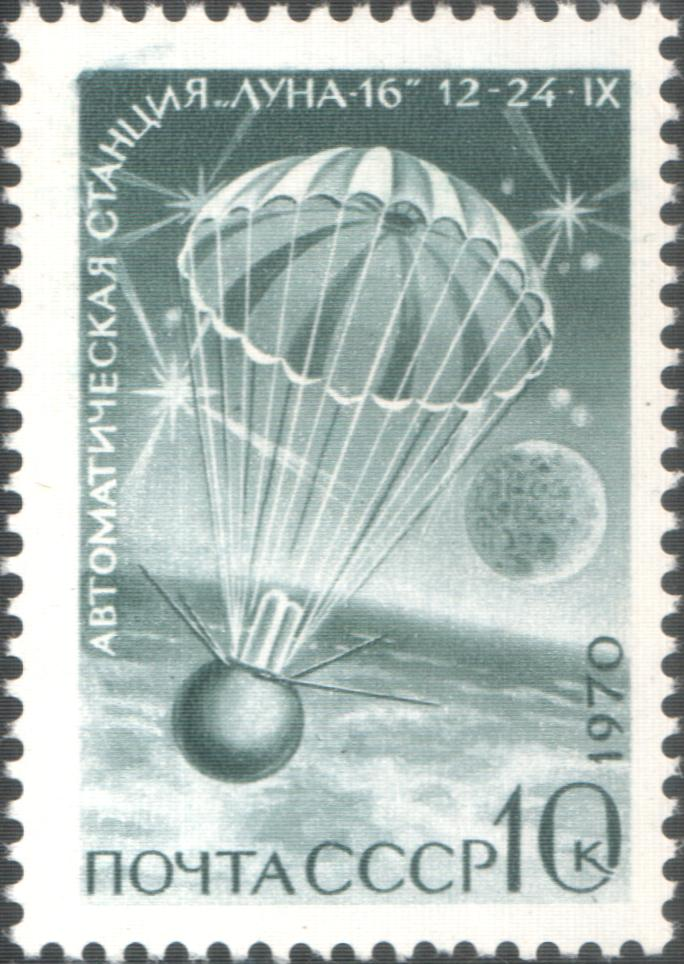